# Victoria Max-Theurer

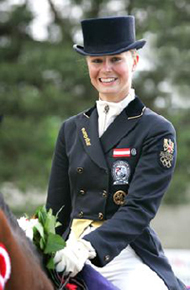
Victoria Max-Theurer (2005)

Victoria Max-Theurer (* 24. Oktober 1985 in Linz) ist eine österreichische Dressurreiterin.

## Leben
Als Tochter des Reitlehrers Hans Max und von Elisabeth Max-Theurer begann Victoria Max-Theurer schon früh mit dem Reiten. Mit acht ritt sie ihre ersten Turniere und erreichte ihre ersten Erfolge auf Ponys. 1999 bis 2001 gewann sie dreimal Einzel- und Mannschaftsbronze bei den Europameisterschaften der Junioren. Der Gewinn von Mannschafts- und Einzelsilber 2002 auf Falcao bedeutete gleichzeitig den Abschied von der Junioren-Klasse.
2003 gewann sie erstmals die Österreichischen Staatsmeisterschaften auf Agrigento. Mit dem 1986 geborenen dunkelbraunen Westfalen-Wallach gelang Victoria Max-Theurer der Umstieg von den Ponys auf Großpferde.
Bei den Europameisterschaften in Hickstead war sie die jüngste Teilnehmerin.
2004 war sie ebenfalls jüngste Teilnehmerin in der Dressur bei den Olympischen Spielen in Athen und erreichte auf Falcao den 20. Gesamtrang. Falcao ist ein 1992 geborener brauner Oldenburger Wallach, Victoria Max-Theurer ritt ihn zum ersten Mal, als sie elf Jahre alt war.
Die folgenden Jahre erreichte sie unter anderem mit Falcao und dem selbst gezogenen Augustin OLD neun Staatsmeistertitel. Daneben errang sie mehrere Siege bei internationalen Turnieren sowie vordere Platzierungen bei Europameister- und Weltmeisterschaften. Bei den Weltreiterspielen 2010, verzichtete sie jedoch auf einen Start, da ihr Pferd Augustin OLD zuvor an einer schweren Kolik litt und dadurch die Futterumstellung ein Gesundheitsrisiko darstellen würde. An den Olympischen Spielen 2012 und 2016 nahm sie jeweils als Einzelreiterin teil.
2021 zog Max-Theurer ihren Start bei den Olympischen Spielen in Tokio zurück, da das Pferd Abegglen erkrankt war.

## Privates
Victoria Max-Theurer maturierte 2005 an der Handelsakademie in Wels mit Auszeichnung. Sie lebt im familieneigenen Schloss Achleiten und arbeitet Teilzeit in der Firma ihres Großvaters. Ihr Vater Hans Max-Theurer, der sie auch trainiert hatte, starb im August 2019 im 77. Lebensjahr. Sie betreibt die Reitanlage mit ihrem Lebensgefährten Stefan Lehfellner.

## Erfolge

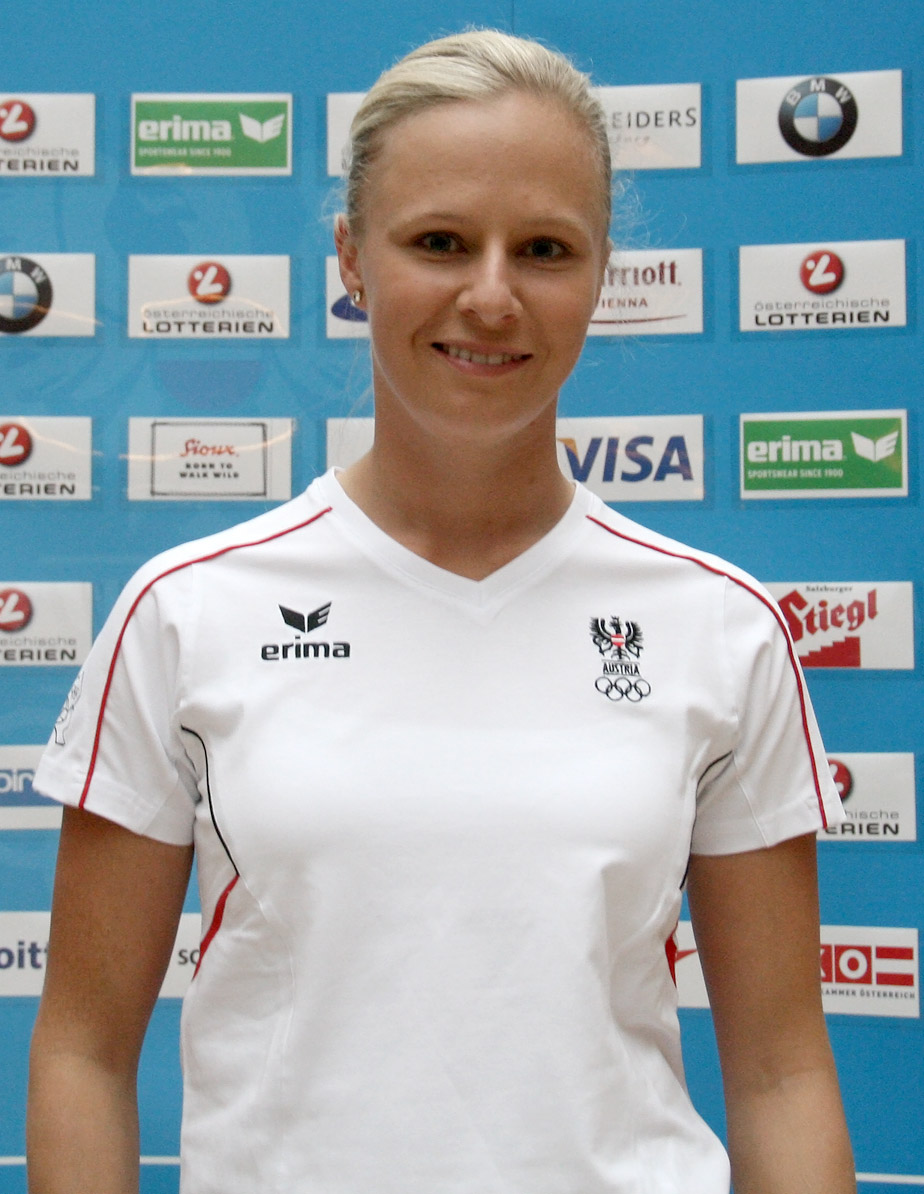
Victoria Max-Theurer vor den Olympischen Sommerspielen 2012

Olympische Spiele
2016: 34. im Einzel auf Della Cavalleria (Rio de Janeiro)
2012: 13. im Einzel auf Augustin (London)
2008: 27. im Einzel auf Falcao (Hongkong – Peking)
2004: 20. im Einzel, 8. mit der Mannschaft auf Falcao (Athen)
Weltreiterspiele
2014: 6. im Einzel GP Spécial, 6. im Einzel GP Kür, 8. mit der Mannschaft auf Augustin OLD (Normandie)
2006: 29. im Einzel, 11. mit der Mannschaft auf Falcao (Aachen)
Europameisterschaften
2013: 10. im Einzel GP Spécial, 12. im Einzel GP Kür, 6. mit der Mannschaft auf Augustin OLD (Herning)
2011: 20. im Einzel GP Spécial, 8. mit der Mannschaft auf Augustin OLD (Rotterdam)
2009: 5. im Einzel auf Augustin (Windsor)
2007: 12. im Einzel, 8. mit der Mannschaft auf Falcao (Turin)
2005: 20. im Einzel, 10. mit der Mannschaft auf Falcao (Hagen)
2003: 25. im Einzel, 7. mit der Mannschaft auf Weinrausch (Hickstead)
Österreichische Staatsmeisterschaften
| 2015: 1. auf Blind Date (Steyr) 2014: 1. auf Blind Date (Himberg) 2013: 1. auf Eichendorff (Himberg) 2012: 1. auf Eichendorff (Fernitz) 2011: 1. auf Augustin OLD (Himberg) 2010: 1. auf Eichendorff (Fernitz) 2009: 1. auf Falcao (Fritzens) 2008: 1. auf Salieri (Fernitz) |  |  |  |  |  |  | 2007: 1. auf Falcao (Achleiten) 2006: 1. auf Falcao (Kreutal) 2005: 1. auf Falcao (Himberg) 2004: 1. auf Falcao (Fernitz) 2003: 1. auf Agrigento |

Junioreneuropameisterschaften
2002: 2. im Einzel, 2. mit der Mannschaft auf Falcao
2001: 3. im Einzel, 3. mit der Mannschaft auf Falcao
2000: 3. im Einzel, 3. mit der Mannschaft auf Falcao
1999: 3. im Einzel, 3. mit der Mannschaft auf Agrigento

### Beste internationale Ergebnisse (seit 2007)
- Grand Prix de Dressage:
  - 2007: 72,044 % (1. Platz beim CDI 4* Fritzens-Schindlhof mit Falcao)
  - 2008: 71,250 % (2. Platz beim CDI 3* München-Riem mit Falcao)
  - 2009: 74,000 % (5. Platz bei den Europameisterschaften in Windsor mit Augustin)
  - 2010: 74,550 % (1. Platz beim CDI 3* Achleiten mit Augustin)
- Grand Prix Spécial:
  - 2007: 73,800 % (2. Platz beim CDI 3* München-Riem mit August der Starke)
  - 2008: 71,280 % (1. Platz beim CDI 3* Achleiten mit Augustin)
  - 2009: 75,958 % (5. Platz bei den Europameisterschaften in Windsor mit Augustin)
  - 2010: 74,460 % (5. Platz beim CDIO 5* Aachen mit Augustin)
- Grand Prix Kür:
  - 2007: 75,150 % (1. Platz beim CDI 3* München-Riem mit Falcao)
  - 2008: 74,250 % (1. Platz beim CDI 3* Achleiten mit Salieri)
  - 2009: 79,000 % (5. Platz bei den Europameisterschaften in Windsor mit Augustin)
  - 2010: 79,250 % (4. Platz beim CDI 5* München-Riem, Teilprüfung WDM, mit Augustin)

(Ergebnisse bis Ende Juli 2010)

## Pferde

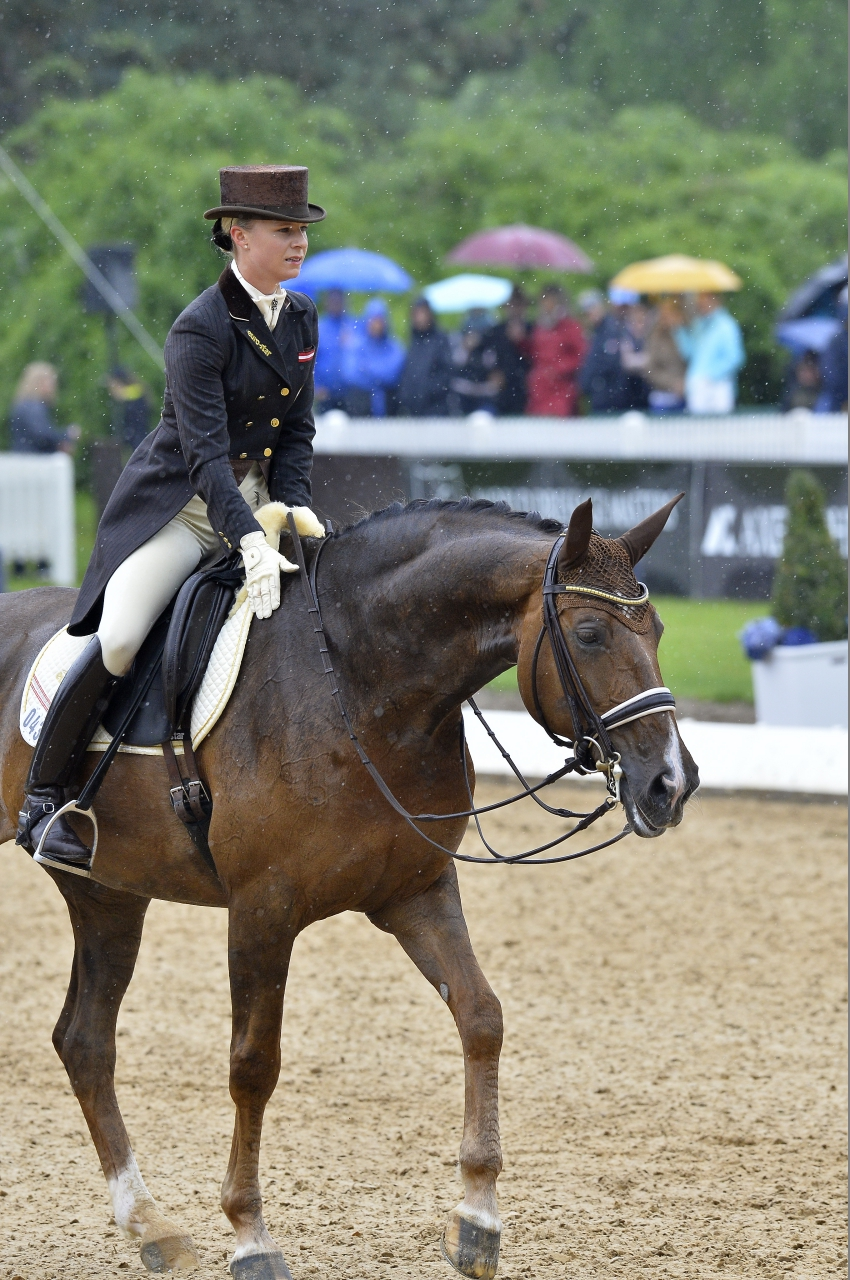
Victoria Max-Theurer mit Blind Date beim CDI 5* München-Riem 2013

### Aktuelle Turnierpferde
- Abegglen FH NRW (* 2010)[6], Westfale schwarzbrauner Wallach, Vater: Ampère, Muttervater: Helenenhof's Carabas
- Birkhof's Topas FBW (* 2011), brauner Württemberger Hengst, Vater: Totilas, Muttervater: Sandro Hit
- Birkhof's Montgomery FBW (* 2017), schwarzbrauner DSP-Hengst, Vater: Morricone I, Muttervater: Foundation 2

### Ehemalige Turnierpferde
- Agrigento 6 (* 1986; † 2017), Westfale dunkelbrauner Wallach, Vater: Akzent II, Muttervater: Frühlingsrausch
- August der Starke OLD (* 1995), brauner Oldenburger Hengst, Vater: Argentinus, Muttervater: Landadel, zuletzt 2007 im internationalen Sport eingesetzt[7][8]
- Falcao OLD (* 1992; † 2019), brauner Oldenburger Wallach, Vater: Feiner Stern, Muttervater: Figaro[9][10]
- Weinrausch (* 1992; † 2015), brauner Hannoveraner Wallach, Vater: Walt Disney I, Muttervater: Darling
- Salieri OLD (* 1998; † 2016), schwarzbrauner Oldenburger Wallach, Vater: Sando Hit, Muttervater: Dakota II, wurde ab 2011 von Katharina Wünschek geritten[11][12][13]
- Augustin OLD (* 2000), brauner Oldenburger Hengst, Vater: August der Starke OLD, Muttervater: Rohdiamant, Züchterin: Elisabeth Max-Theurer[14][15], zuletzt im Juni 2015 im internationalen Sport eingesetzt
- Eichendorff (* 1998, ursprünglicher Name: Edelmann), Westfale brauner Hengst, Vater: Ehrentusch, Muttervater: Ferragamo[16], zuletzt im März 2016 im internationalen Sport eingesetzt
- Della Cavalleria OLD (* 2003)[17], braune Oldenburger Stute, Vater: Diamond Hit, Muttervater: Rubinstein I, zuletzt im Juli 2017 im internationalen Sport eingesetzt
- Blind Date 25 (* 2002)[18], Hannoveraner Fuchsstute, Vater: Breitling W, Muttervater: Donnerhall, zuletzt im Juli 2019 im internationalen Sport eingesetzt
- Lord Leopold 7 (* 2007)[19] brauner Württemberger Hengst, Vater: Lord Sinclair I, Muttervater: Sandro Hit, zuletzt im Juli 2016 im internationalen Sport eingesetzt